# Dušan
Dušan je mužské křestní jméno srbského původu. Variantou je jméno Duchoslav. Etymologicky je základem buď duch, nebo duše, ale možná také dech. Mezi těmito třemi slovy je ovšem rozdíl, jenž se v potenciálu jména asi projeví. Jméno mohlo být výsledkem, že ještě před iniciací nějaký chlapec projevoval ducha nebo duši.[zdroj⁠?!] Znamená „mající duši“ nebo „mající dobrý dech“ („je silný, má odvahu, ducha“). Podle českého kalendáře má jmeniny 9. dubna.

## Statistické údaje
Následující tabulka uvádí četnost jména v ČR a pořadí mezi mužskými jmény ve srovnání dvou roků, pro které jsou dostupné údaje MV ČR – lze z ní tedy vysledovat trend v užívání tohoto jména:
| Rok       | Četnost   | Pořadí   |
| 1999      | 15 762    | 53.      |
| 2002      | 15 793    | 54.      |
| Porovnání | o 31 více | o 1 hůře |
| 2006      | 16 193    | 52.      |
| 2007      | 16 203    | 52.      |
| 2013      | 15 192    | 133.     |

Změna procentního zastoupení tohoto jména mezi žijícími muži v ČR (tj. procentní změna se započítáním celkového úbytku mužů v ČR za sledované tři roky 1999–2002) je +0,9%.

## Zdrobněliny
Dušek, Duša, Dušánek

## Dušan v jiných jazycích
- Srbsky a slovensky: Dušan / Душан
- Polsky: Duszan
- Bulharsky: Duško
- Francouzsky: Dushan
- Maďarsky: Dusán

## Známí nositelé jména

### Křestní jméno
- Dušan Andrašovský - slovenský hokejista
- Dušan Andrés - český dostihový jezdec
- Dušan Blaškovič – slovenský herec
- Dušan Cinkota – slovenský herec
- Dušan Čaplovič - slovenský politik
- Dušan Foltýn - český historik
- Dušan Galis - slovenský fotbalista a politik
- Dušan Gregor - slovenský hokejista
- Dušan Grúň - slovenský zpěvák a hudebník
- Dušan Hájek - slovenský bubeník
- Dušan Hamšík - český novinář
- Dušan Hanák – slovenský filmový scenárista a režisér
- Dušan Hendrych - český právník
- Dušan Hejbal - český starokatolický biskup
- Dušan Holý – zpěvák lidových písní, tanečník, etnomuzikolog, vysokoškolský pedagog
- Dušan Horváth - český fotbalista
- Dušan Hlaváček - slovenský zpěvák
- Dušan Herda - slovenský fotbalista
- Dušan Jamrich – slovenský herec
- Dušan Janovský - český webmaster
- Dušan Jarjabek - slovenský hudební pedagog
- Dušan Jeřábek - český literární historik
- Dušan Josef - český pedagog
- Dušan Jurkovič – slovenský architekt, návrhář nábytku a etnograf
- Dušan Kabát - slovenský fotbalista
- Dušan Karpatský - český slavista
- Dušan Keketi - slovenský fotbalista
- Dušan Klein – český filmový režisér
- Dušan Kollár – český herec
- Dušan Kožíšek – český lyžař
- Dušan Kramlík - slovenský fotbalista
- Dušan Krchňák - slovenský fotbalový rozhodčí
- Dušan Kuciak - slovenský fotbalový brankář
- Dušan Lajović - srbský tenista
- Dušan Lenci - slovenský herec
- Dušan Lojda - český tenista
- Dušan Lukášik - slovenský basketbalista
- Dušan Lužný – český sociolog, religionista, vysokoškolský pedagog, člen Strany zelených
- Dušan Machovec - český filozof
- Dušan Majer - český publicista
- Dušan Makavejev – srbský herec
- Dušan Moravčík - slovenský atlet
- Dušan Milo - slovenský hokejista
- Dušan Nikolić - srbský fotbalista
- Dušan Pala - český prozaik
- Dušan Pálka - český grafik
- Dušan Papoušek - český vědec
- Dušan Pařízek - český divadelní režisér
- Dušan Passia - slovenský politik
- Dušan Pašek - slovenský hokejista
- Dušan Perniš - slovenský fotbalový brankář
- Dušan Petković - srbský fotbalista
- Dušan Porubský - slovenský novinář
- Dušan Radolský - slovenský fotbalista
- Dušan Rapoš – slovenský režisér
- Dušan Salfický – český hokejový brankář
- Dušan Sitek - český herec
- Dušan Slobodník - slovenský spisovatel
- Dušan Spáčil - český novinář
- Dušan Šenkypl – český podnikatel
- Dušan Šinigoj - slovinský politik
- Dušan Šlosar - český lingvista
- Dušan Šrubař - český fotbalista
- Dušan Švento – slovenský fotbalista, v současné době hrající za Slavii Praha
- Dušan Tadić - srbský tenista
- Dušan Tešnar - český politik
- Dušan Tittel - slovenský fotbalista
- Dušan Trančík – slovenský herec
- Dušan Třeštík – český historik a publicista
- Dušan Tříska – český ekonom a politik
- Dušan Uhlíř - český historik
- Dušan Uhrin – fotbaloví trenéři, otec a syn
- Dušan Ujhely - slovenský fotbalista
- Dušan Urban - český herec a režisér
- Dušan Vančura – český hudebník, textař a překladatel
- Dušan Vasiljević - srbský fotbalista
- Dušan Vemić - srbský tenista
- Dušan Vitázek - slovenský divadelní herec
- Dušan Zbavitel – český indolog
- Dušan Žáček - český basketbalista
- Dušan Žiška - slovenský hokejista

### Příjmení/přízvisko
- Štefan Dušan – srbský král, který vládl v letech 1331 až 1355

## Jiná užití
- Dušan Vaupotic-Dule (film) – slovinský film z roku 2002

## Duchoslav

### Křestní jméno
- Duchoslav Panýrek – český lékař a spisovatel
- Jindřich Duchoslav Krajíček – český malíř a ilustrátor
- Václav Duchoslav Léva z Brozánek – člen staročeské vladycké rodiny

### Příjmení
- Jan Antonín Duchoslav – český herec